# 手機搜查官7
《行動搜查官》（日语：ケータイ捜査官7），亦译作《携帶搜查官7》、《手機搜查官7》或《手機探員7》，是一部自2008年4月2日起每週三19:00-19:26在東京電視系及岐阜放送所播放的一部日本特攝電視劇。東森綜合台2010年1月25日起週一至五17:00-17:30播放。

## 概要
由名導演三池崇史擔任總監督，並榮獲2008東京國際戲劇節KIDS&YOUNG部門優秀日劇殊榮。
本作是Production I.G首度跨足特攝片製作，對象除了針對青少年、兒童，也吸引不少的特攝迷，片中融合了日本最發達的手機文化及科幻的特攝元素，並大量使用CG及最新的VFX視覺特效製作，劇情輕鬆有趣，加上演員們賣力的精采表演，驚險刺激的動作場景呈現逼真流暢的高水準影像。
重量級的幕後製作陣容亦為本作的特色，各話都由不同監督加入各自風格賦予作品魅力。除了在富有國際知名度的三池崇史外，還有金子修介、鶴田法男等電影人才和動畫界的押井守、湯山邦彥等知名導演參與其中。負責音樂的是活躍廣泛領域的作曲家池賴廣、系列構成及腳本則為冨岡淳廣負責。

## 故事
過著平淡日子的高中生網島啟太，某天被捲入了意外事件，突如其來成為打擊網路犯罪的秘密組織「Under Anchor」探員，由一開始慌忙無措而逐漸成長的故事。舞台設定在明日未來的日本，為了防範恐怖分子的犯罪，擁有智能、會走路的人型手機「閃光7」與啟太搭檔，以行動、智慧、友情共同解決層出不窮的網路犯罪。

## 演員

### 固定班底
- ：窪田正孝（粵語配音：李凱傑）
- 桐原大貴：松田悟志（粵語配音：黃啟昌）
- ：津田寛治 （粵語配音：陳廷軒）
- 美作千草：伊藤裕子（粵語配音：林芷筠）
- 麻野瞳子：三津谷葉子（粵語配音：林元春）
- ：（粵語配音：陳永信）
- 支倉真由子：長澤奈央 （粵語配音：陳琴雲）
- 榊睦月：秦みずほ（粵語配音：朱妙蘭）
- ：鎌田奈津美
- 影山彌生：辰巳奈都子（粵語配音：謝潔貞）
- 宗田雅芳：益岡徹（粵語配音：劉昭文）
- 伊達雄人：渡邊一惠（粵語配音：劉奕希）
- （配音）：坪井智浩（粵語配音：李錦綸）
- （配音）：勝生真沙子（粵語配音：雷碧娜）
- （配音）：川島得愛（粵語配音：劉昭文）
- （配音）：後藤沙緒里（粵語配音：鄭麗麗）
- （配音）：春菜愛
- （配音）：河本邦弘 （粵語配音：馮錦堂）
- 志村克彦：勝野洋（粵語配音：葉振聲）
- 海斗修悟：勝野洋輔（粵語配音：劉奕希）
- 網島健太郎：田口浩正（粵語配音：陳永信）
- 網島春美：渡邊典子（粵語配音：朱妙蘭）
- 網島可憐：五十嵐令子（粵語配音：楊善諭）
- 御堂優璃：岡本奈月（粵語配音：高可慧）
- 間明藏人：高野八誠（粵語配音：梁偉德）
- 唐崎晶：飛鳥凜
- 大江達郎：佐野和真（粵語配音：黃榮璋）
- 元宮英彦：黄川田将也
- 五十嵐陽子：秋山奈奈
- 芹澤智：未來彌（粵語配音：李致林）
- 天音佳織：葉山恵里
- 望月咲櫻：
- （配音）：OKI（粵語配音：伍博民）
- 森下博文：森田直幸（粵語配音：張裕東）

### 客串
- 第1話
  - 柏木伊月：劇團一人
  - 社長：國村隼（粵語配音：林國雄）
  - 加賀流次：弓削智久
- 第3話
  - 音無雄二：
- 最終回
  - 谷村美月：大阪女孩

## 幕後人員
- 原作：WiZ、Production I.G
- 企画：横井昭裕、石川光久
- 總監督：三池崇史
- 監督：三池崇史、麻生学、押井守、金子修介、小中和哉、辻裕之、鶴田法男、渡邊武、湯山邦彦、西海謙一郎、丹野雅仁
- 助監督：丹野雅仁、西海謙一郎、渡邊武
- 監督助手：江利川深夜、寺田明人、石田和彦、平野勝利、齋藤優
- 總構成：冨岡淳廣
- 監修：苫米地英人
- 機械設計：岸本真太郎
- ：進井啓伺、
- 音響效果：中村翼
- ：伊東雅子
- 音樂：池賴廣
- 音樂協力：東京電視Music
- 協力：SoftBank、Yahoo! JAPAN、TOSHIBA、東京電視broadband
- 制作協力：OLM Digital
- ：五箇公貴（東京電視）、森下勝司、坂美佐子、今井朝幸、前田茂司、向井達矢
- ：窪田和光
- ：山本和宏
- 節目宣傳：青木洋介（東京電視）
- ：東京電視台、Production I.G、OLM
- 製作：（WiZ、Production I.G、OLM、ASATSU-DK）

## 副標題
| 集數       | 原文副標                        | 中文副標                        | 腳本                | 監督              |
| ---------- | ------------------------------- | ------------------------------- | ------------------- | ----------------- |
| 1          | ケータイ、歩く!? / つながる絆   | 會走路的手機!? / 緊緊相連的羈絆 | 冨岡淳廣            | 三池崇史          |
| 2          | 黒いケータイ                    | 黑色手機                        | 冨岡淳廣            | 渡邊武            |
| 3          | エージェントの仕事              | 探員的工作                      | 冨岡淳廣            | 渡邊武            |
| 4          | ソロ・ミッション                | 單獨任務                        | 藤咲淳一            | 辻裕之            |
| 5          | 都市伝説デビルK                 | 都市傳說DevilK                  | 檜垣亮              | 辻裕之            |
| 6          | 逃げる恋                        | 逃脫的戀愛                      | 福嶋幸典            | 麻生學            |
| 7          | ブンゴー、怒る                  | 憤怒吧, 文豪                    | 神山修一            | 麻生學            |
| 8          | トラップ・ビル                  | 陷阱大樓                        | 山口宏              | 渡邊武            |
| 9          | バディシステム                  | 夥伴系統                        | 冨岡淳廣            | 渡邊武            |
| 10         | カウンター・アタック!           | Counter Attack!                 | 檜垣亮              | 小中和哉          |
| 11         | サンキュー電撃作戦              | Thank You電擊作戰               | 藤咲淳一            | 小中和哉          |
| 12         | 地球最後の日 (T_T)              | 地球最後之日 (T_T)              | 神山修一            | 辻裕之            |
| 13         | 激震! グラインダー              | 激震! Grinder                   | 福嶋幸典            | 辻裕之            |
| 14         | セブンの子守唄                  | Seven的搖籃曲                   | 山口宏              | 渡邊武            |
| 15         | なかよくなる魔法                | 令關係變好的魔法                | 藤咲淳一            | 渡邊武            |
| 16         | セブン対ゼロワン!               | Seven對Zero One!                | 冨岡淳廣            | 小中和哉          |
| 17         | 遠い夏の空と                    | 遙遠的夏日天空                  | 金子二郎            | 鶴田法男          |
| 18         | URL                             | URL                             | 高木登              | 鶴田法男          |
| 19         | 圏外の女（前編）                | 無法溝通的女人（前編）          | 押井守              | 押井守            |
| 20         | 圏外の女（後編）                | 無法溝通的女人（後編）          | 押井守              | 押井守            |
| 21         | 黒い過去                        | 黑暗的过去                      | 藤咲淳一            | 辻裕之            |
| 22         | こころのひかり                  | 心中的光芒                      | 福嶋幸典            | 辻裕之            |
| 23         | ケータイ死す / ケータイ語る     | 手機死亡 / 手机的讲座           | 冨岡淳廣 / 櫻井圭記 | 三池崇史 / 渡邊武 |
| 24         | 網島家最大の危機                | 網島家最大的危機                | 金子二郎            | 金子修介          |
| 25         | 天使のふる遊園地                | 天使降臨的遊樂場                | 檜垣亮              | 小中和哉          |
| 26         | ニャンたる忍者!                 | 喵忍者!                         | 佐藤善木            | 金子修介          |
| 27         | 失恋のカクリツ                  | 失戀的機率                      | 神山修一            | 丹野雅仁          |
| 28         | ケータイが生まれた日            | 手機誕生之日                    | 櫻井圭記            | 丹野雅仁          |
| 29         | 発進! ソリッド                  | 出發! Solid                     | 檜垣亮              | 湯山邦彥          |
| 30         | ネットライブ防衛指令            | 網上演唱會防衛命令              | 山口宏              | 湯山邦彥          |
| 31         | ゼロワン、走る                  | 走吧, Zero One                  | 櫻井圭記            | 麻生學            |
| 32         | 宇宙ウイルス                    | 宇宙病毒                        | 山口宏              | 麻生學            |
| 33         | ラブラブ♥大作戦                 | LoveLove♥大作戰                 | 藤咲淳一            | 小中和哉          |
| 34         | ねらわれたサード                | 成為目標的Third                 | 福嶋幸典            | 小中和哉          |
| 35         | ケイタのはつゆめ                | 圭太的初夢                      | 押井守              | 渡邊武            |
| 36         | ともだち                        | 朋友                            | 神山修一            | 丹野雅仁          |
| 37         | ケイタとタツロー                | 啓太與達郎                      | 冨岡淳廣            | 丹野雅仁          |
| 38         | 誰かが見ていた                  | 某人曾經看著我                  | 金子二郎            | 渡邊武            |
| 39         | 逃げられない恋                  | 無法逃避的戀愛                  | 福嶋幸典            | 西海謙一郎        |
| 40         | 桐原とサード                    | 桐原與Third                     | 冨岡淳廣            | 西海謙一郎        |
| 41         | セブンの見る夢                  | Seven的夢境                     | 藤咲淳一            | 丹野雅仁          |
| 42         | 目覚める遺伝子                  | 覺醒的基因                      | 檜垣亮              | 丹野雅仁          |
| 43         | 真の敵                          | 真正的敵人                      | 神山修一            | 辻裕之            |
| 44         | ゼロワンの解                    | Zero One的答案                  | 山口宏              | 辻裕之            |
| 45(最終回) | 明日未来~来るべき時代の大人達へ | 明日未來~給即將來臨時代的大人們 | 冨岡淳廣            | 三池崇史          |

| 無綫電視高清翡翠台 星期六 09:00－10:00 | 無綫電視高清翡翠台 星期六 09:00－10:00    | 無綫電視高清翡翠台 星期六 09:00－10:00 |
| -------------------------------------- | ----------------------------------------- | -------------------------------------- |
|                                        | 手機偵探 （2010年1月30日－2010年7月17日） |                                        |
| —                                      | 火之鳥                                    |                                        |

## 外部連結
- 日本東京電視台官方網站 （页面存档备份，存于）
- BANDAI CHANNEL新系列"NEXT"官方網站
- 台灣官方網站 （页面存档备份，存于）
- 手機偵探- 主頁- tvb.com （页面存档备份，存于）